# Эль-Ахдар (Оман)
Эль-Ахдар (араб. الجبل الأخضر‎, «Зелёная гора») — горная система в Омане. Представляет собой часть горной системы Хаджар и распространяется на длину 300 км с северо-запада на юго-восток.
Горы расположены на расстоянии около 50—100 км от Оманского залива. 
Наивысшая точка, Эш-Шам (гора Солнца), достигает высоты свыше 3000 м, вторая по величине точка Омана, Джабаль-Каур, тоже расположена в горах Эль-Ахдар.
В верхних регионах гор ежегодные осадки достигают около 300 мм, что позволяет заниматься сельским хозяйством. От этого происходит название «Зелёная гора».
С 1957 по 1959 год в горах происходили столкновения между оманской армией и вооружёнными группировками, которые были поддержаны Саудовской Аравией (см. История Омана).